# Каєтан Абґарович
Каєта́н Абґаро́вич (пол. Kajetan Abgarowicz, вірм. Աբգարովիչ Կայտան; псевдонім — Абґар Солтан); 7 серпня 1856, село Черніїв, нині Тисменицького району Івано-Франківської області — 27 липня 1909, місто Трускавець, нині Львівської області) — польський письменник. За походженням вірменин.

## Біографічні відомості
Закінчив початкову школу у Станиславові, а після цього гімназію у Львові. Далі здобував освіту у Львівському університеті (до 1875). Перервавши навчання, займався сільським господарством на Підгаєччині. Тут розпочав літературну діяльність.

## Творчість
Автор романів «Клуб кажанів» (пол. Klub nietoperzy; томи 1—2, Львів, 1892), «Полюбовна угода» (пол. Polubowna ugoda; Львів, 1894). У збірці новел «З сільського двору» (пол. Z wiejskiego dworu; Львів, 1895) змалював побут і звичаї польської шляхти, що жила на Поділлі. У збірках оповідань «Русини» (пол. Rusini; Краків, 1893), «Добра научка» (пол. Dobra nauczka; Львів, 1896) з великопольських позицій зобразив життя українського народу, українсько-польські відносини, за що його різко критикував Іван Франко:
| Абгар-Солтан дійсно знає українців хіба що зовні, знає лише кілька типів, з якими люди його категорії звикли ближче стикатися, — гувернера, студента університету і… лакея. Саме ці типи стали героями його повісті? Але ні! Героїнею є його власна тенденція, яка полягає в тому, що освічений українець, раз вирваний з селянської колії життя, не повинен уже бути українцем, повинен стати поляком чи москалем, причому, звичайно, того українця, який стає поляком, автор підносить до висот ідеалу, а той, що стає москалем, — або марно гине, або смажиться ще за життя в смальці власної підлості. Якщо польська громадськість, яка читає і хвалить книжку п. Абгара-Солтана, вважає, що остання дає якісь реальні, правдиві і хоча б трохи глибокі спостереження з життя українців, а отже, якщо вона думає, що з цієї книжки про щось можна довідатися, чогось навчитись, то прикро помиляється. |
Автор літературознавчих праць про Юрія Федьковича («Осип-Юрій Федькович — руський народний поет на Буковині», 1892), Льва Толстого («Лев Толстой», 1901) та інших творів.
Окремі твори Каєтана Абґаровича переклав українською мовою Павло Кирчів.

### Українські переклади
- При стрілецькій ватрі (пол. Przy ognisku mysliwskiem). — Львів, 1892.
- Осип-Юрій Федькович — руський народний поет на Буковині // Юрій Федькович в розвідках і матеріалах. — К., 1958.